# Décès en 1317
Décès
- 1313
- 1314
- 1315
- 1316
- 1317
- 1318
- 1319
- 1320
- 1321

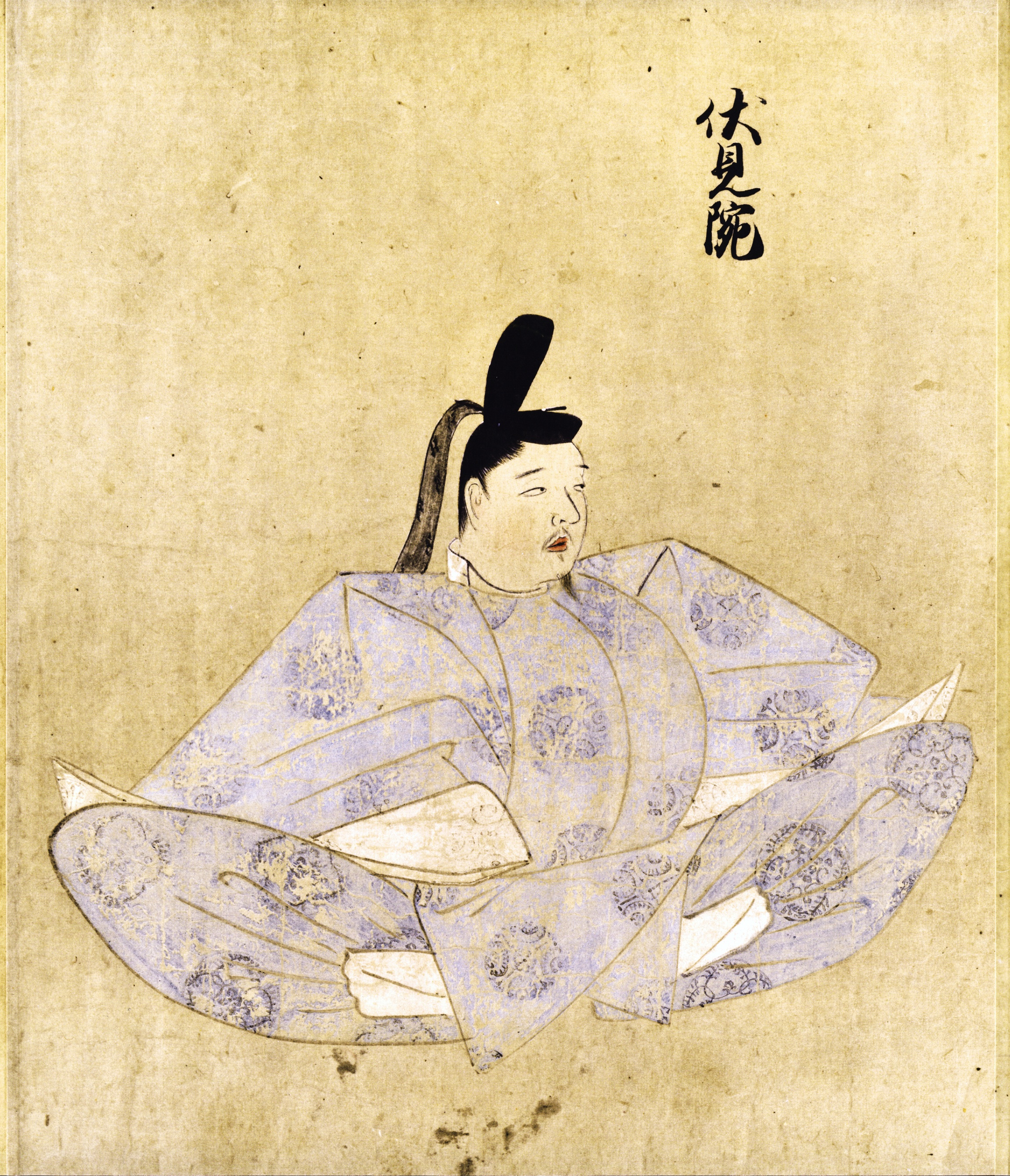
Fushimi, mort en 1317.

Cette page dresse une liste de personnalités mortes au cours de l'année 1317 :
- 6 ou 7 février : Brynolf Algotsson, évêque de Skara.
- 7 février : Robert de France, 6e fils de Saint Louis, comte de Clermont, seigneur de Bourbon, ancêtre des Bourbons.
- 13 mars : Pierre de Gantelmi, évêque de Riez.
- 24 mars : Jean V de Brandebourg, margrave de Brandebourg.
- 25 mars : Robert Willoughby, baron anglo-normand.
- 19 avril : Nitchō, disciple de Nichiren qu'il a aidé à construire Honmon-ji et Hongaku-ji.
- 20 avril : Agnès de Montepulciano, prieure dominicaine, béatifiée  en 1608 et canonisée en 1726.
- mai : Gui d'Avesnes, évêque d'Utrecht.
- 13 mai : Francesco Caetani, cardinal italien.
- 13 juin : Jacques de Via, cardinal français.
- 30 juin : Borzysław, archevêque de Gniezno.
- 19 juillet : Raymond de Saint-Sever, cardinal français.
- 14 août : 
  - Bernard de Castanet, cardinal français.
  - Arnaud Novel, cardinal français.
- 30 août : Hugues Géraud, évêque de Cahors, brûlé à Avignon.
- 17 septembre : Arnaud de Faugères, prévôt d’Arles, archevêque d'Arles  puis cardinal-évêque de Sabine.
- 21 septembre : Viola Élizabeth de Cieszyn, reine de Bohême et de Pologne.
- 8 octobre : Fushimi, 92e empereur du Japon.
- 9 novembre : Manfred d'Athènes, infant de Sicile.
- 13 novembre : Yahballaha III, catholicos de l'Église de l'Orient (dite Église nestorienne).
- 28 novembre : Yishan Yining, moine bouddhiste chinois qui a voyagé au Japon.
- 24 décembre : Jean de Joinville, noble champenois et célèbre biographe de Saint Louis.

- Gano di Fazio, sculpteur italien gothique.
- Briand de Lavieu, archevêque de Vienne.
- Yolande de Montferrat, impératrice byzantine, héritière du margraviat de Montferrat .
- Guillemette de Neufchâtel, comtesse de Montbéliard.
- Guillaume III Le Maire, évêque d'Angers.
- Mengrai le Grand, fondateur du Lanna, un royaume thaï.
- Po-khun Ramkhamhaeng, dit Rama le Fort, roi de l'actuelle Thaïlande. Il étend son royaume de Sukhothaï et serait à l'origine de l'alphabet thaï.

date incertaine (vers 1317)
- Nûruddîn Abdurrahmân Isfarâyinî, mystique soufi.

## Crédit d'auteurs
- Cet article est partiellement ou en totalité issu de l'article intitulé « 1317 » (voir la liste des auteurs).